# Монк (телесеріал)
Монк (англ. Monk) — американський комедійно-драматичний детективний серіал із Тоні Шалубом у головній ролі. Також відомий під назвою «Дефективний детектив». Автором проєкту є кіносценарист Енді Брекман.
Показ почався в США 12 липня 2002 року на каналі USA Network і тривав до 22 лютого 2008 року. 18 липня 2008 року вийшло продовження — сьомий сезон. Останній, восьмий сезон завершився 4 грудня 2009 року. В Україні серіал вийшов на екран на телеканалі К1.
Серіал мав схвальні відгуки критиків, виграв вісім премій «Еммі», одну премію «Золотий глобус» та дві премії Гільдії кіноакторів.
15 березня 2023 року компанія «Peacock» замовила фільм-продовження під назвою «Остання справа містера Монка» (англ. Mr. Monk's Last Case: A Monk Movie). Намір знятися в ньому підтвердили актори Тоні Шалуб, Тед Левін, Трейлор Говард та Джейсон Грей-Стенфорд.

## Сюжет
Едріан Монк був чудовим детективом, працював у поліції Сан-Франциско допоки його дружина Труді не загинула в машині від бомби, котра, на переконання Монка, призначалася йому. Смерть Труді викликає у нього нервовий розлад: він втрачає роботу і стає самітником, не залишаючи свій будинок протягом трьох років. За допомоги медсестри й помічниці Шарони Флемінг (Бітті Шрем) він виходить на вулицю, а згодом починає працювати як приватний детектив та консультант відділу вбивств у поліції, хоча численні обсесивно-компульсивні розлади, що значно посилилися після трагедії, спричиняють багато труднощів. Окрім цього, Монк і далі намагається розслідувати загибель своєї дружини — єдину справу, що йому ніяк не вдається розплутати.
Нав'язливі ідеї та фобії Монка, наприклад, страх висоти, закритих просторів, молока, сонечок (загалом 312 фобій), ускладнюють йому життя, часто призводять до безглуздих ситуацій та викликають проблеми як у самого героя, так і всіх навколо. Втім, попри складну боротьбу зі страхами, вони й допомагають розплутувати злочини завдяки надзвичайній пам'яті та увазі до деталей. Щодо цього Монк має коронну фразу: «Це дар. І прокляття» (англ. It's a gift. And a curse).
Капітан Ліланд Стоттлмаєр (Тед Левін) та лейтенант Ренді Дішер (Джейсон Грей-Стенфорд) звертаються до Монка, коли мають проблеми з розслідуванням чергової справи. Стоттлмаєра часто дратує поведінка Едріана, але він, як і Дішер, поважає його як друга та колишнього колегу, а також цінує його дивовижну здатність все помічати.

## Персонажі

### Основні персонажі

#### Едріан Монк

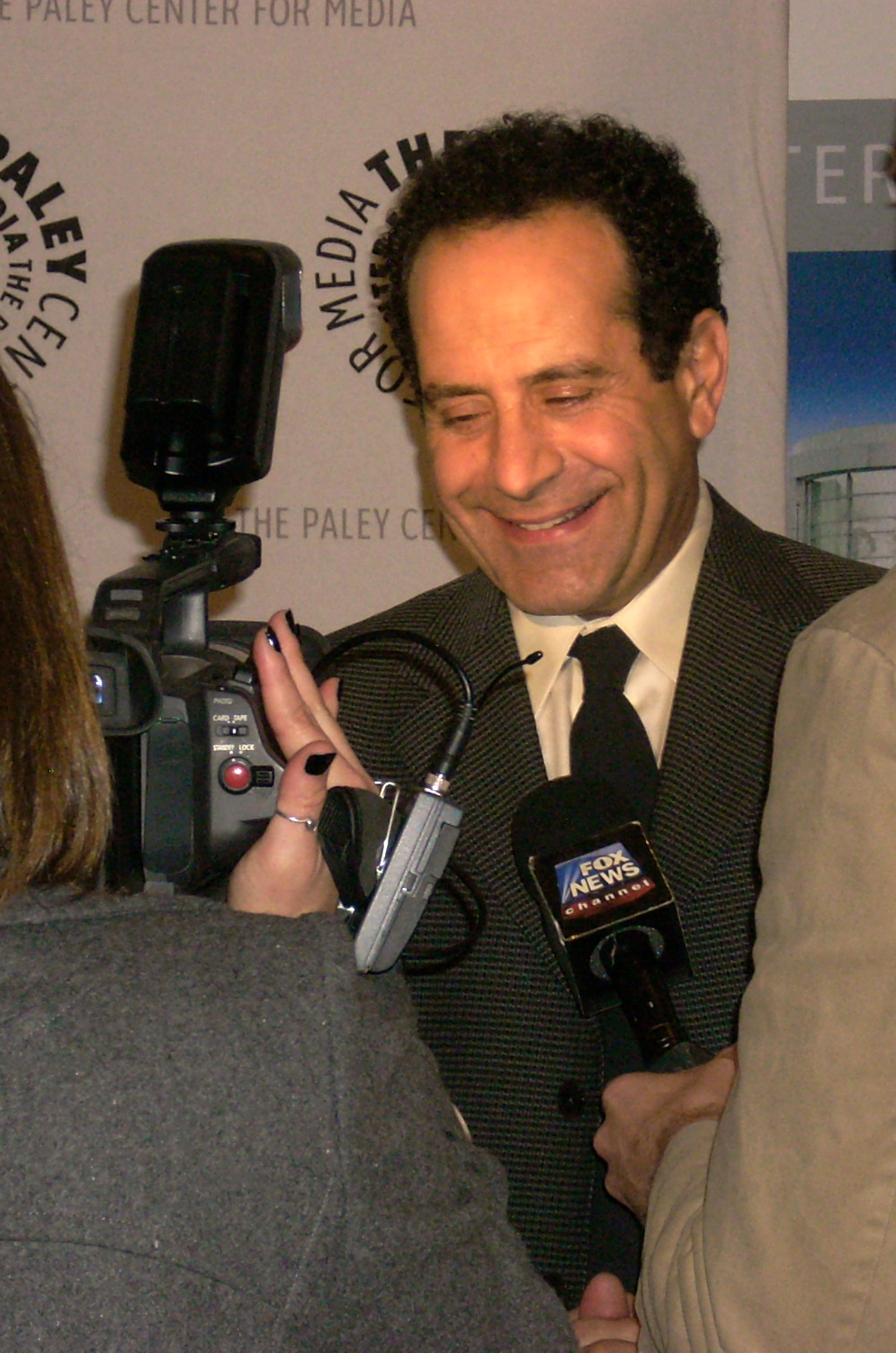
Тоні Шалуб у ролі Едріана Монка

Едріан Монк (Тоні Шалуб) — відомий колишній детектив у відділі вбивств Департаменту поліції Сан-Франциско. Має обсесивно-компульсивний розлад і численні фобії, що посилилися після загибелі його дружини Труді. Працює приватним консультантом і проходить курс терапії, маючи на меті відновитися на посаді в поліції.
На думку співавтора серіалу Девіда Гобермана, Едріан Монк втілює елементи образів лейтенанта Коломбо, Еркюля Пуаро та Шерлока Холмса. Ідея створити персонажа, що страждає на ОКР, належить Девіду Гоберману, який також мав цю хворобу. В інтерв'ю газеті «Pittsburgh Post-Gazette» він сказав: «Як і Монк, я не міг ходити по швах між бруківкою та мусив торкатися стовпів. Я не знаю, навіщо, але якби я цього не робив, сталося б щось жахливе» (англ. «Like Monk, I couldn't walk on cracks and had to touch poles. I have no idea why — but if I didn't do these things, something terrible would happen»).
У пілотній серії Едріан Монк зображений як сучасний Шерлок Холмс, але «божевільний». В одному з епізодів згадано, що головний герой має 312 страхів, зокрема страх мікробів, стоматологів, гострих предметів, натовпу, висоти, замкненого простору тощо. Неможливо визначити, яка з фобій найсильніша, але відомо, що між ними є певна ієрархія. Через непереборний страх перед мікробами Монк не торкається дверних ручок голими руками й завжди використовує антибактеріальні серветки після рукостискань.
Едріан Монк наполегливо, але марно намагається «збалансувати» світ. Він схиблений на симетрії, п'є тільки воду Sierra Springs (у другому сезоні під час поїздки до Мексики не пив кілька днів, тому що не міг знайти воду потрібної марки). Має фотографічну пам'ять, реконструює злочини з дрібних деталей, що здаються його колегам незначущими.
Щоб впоратися з ОКР та фобіями, Монк відвідує психіатра Чарльза Крогера (Стенлі Камел) (1—6 сезони) та Невена Белла (Гектор Елізондо) (7—8 сезони). Протягом періоду в приблизно вісім років, що охоплює серіал, головний герой долає деякі страхи й аспекти ОКР.

#### Шарона Флемінг
Шарона Флемінг (Бітті Шрем) — медсестра Едріана Монка та його помічниця протягом перших трьох сезонів. Департамент поліції найняв її, щоб допомогти Монку оговтатися від кататонічного стану, в якому він опинився після смерті Труді. Коли Шарона виходить заміж за свого колишнього чоловіка й переїжджає до Нью-Джерсі, Монк випадково зустрічається з Наталі Тігер (Трейлор Говард), яку наймає як нового помічника.

#### Наталі Тігер

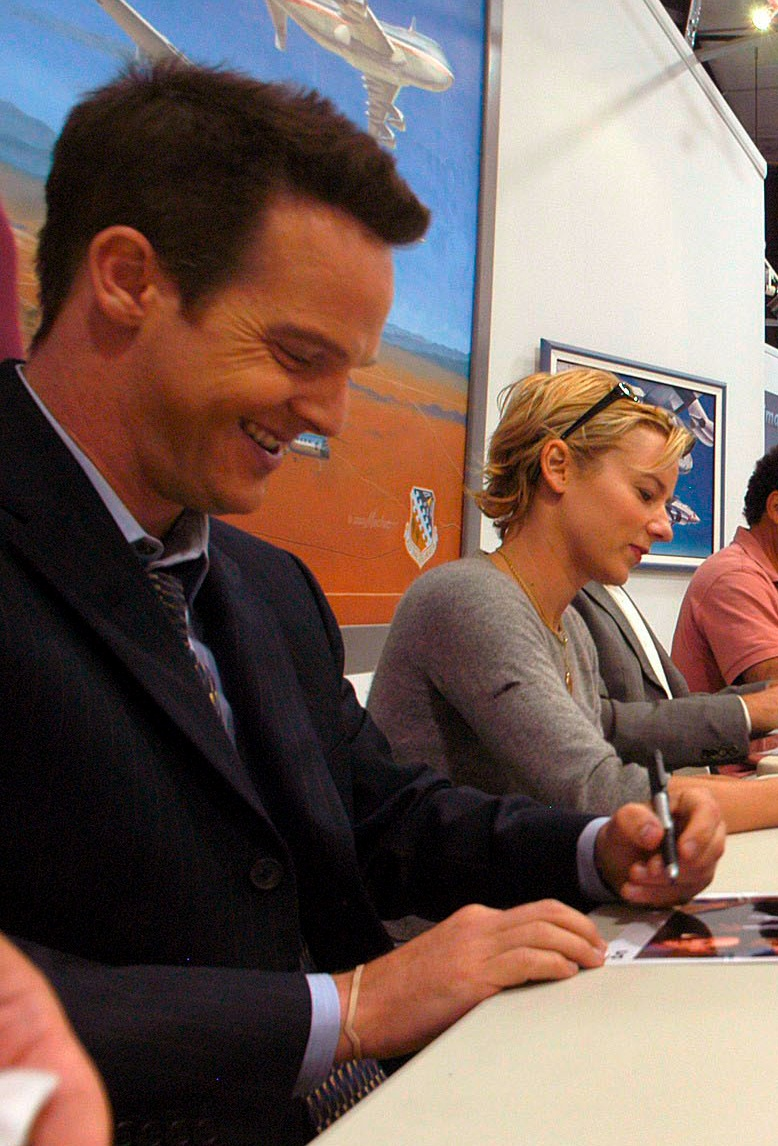
Джейсон Грей-Стенфорд і Трейлор Говард роздають автографи, 2006

Наталі Тігер (Трейлор Говард) — помічниця Едріана Монка (3—8 сезони). Коли на оселю Наталі вчинили напад, вона, захищаючись, вбила одного зі злочинців. У поліції їй радять звернутися до детектива Монка. Він пропонує їй обійняти посаду особистого помічника. Спочатку Наталі відмовляється. Втім, побачивши доброзичливість Едріана до її доньки Джулі, погоджується й залишає ненависну роботу бармена.
Наталі, як і Шарона, мати-одиначка й виховує дочку. Її чоловік Мітч Тігер, пілот винищувача у ВМС США, загинув. Через втрату близької людини Наталі розуміє горе Едріана та співчуває йому. Згодом вона стає не лише помічником, але й відданим другом.

#### Ліланд Стоттлмайер
Ліланд Стоттлмайер (Тед Левін) — капітан відділу вбивств Департаменту поліції Сан-Франциско, давній друг та колега Едріана Монка. Після загибелі Труді Стоттлмайер неохоче усунув Монка від виконання обов'язків, а згодом найняв Шарону Флемінг (Бітті Шрем), щоб допомогти йому.
Стоттлмайер і Монк глибоко поважають один одного. Зокрема, Монк називає Ліланда «найкращим поліцейським, якого він знає», а той вважає головного героя «найкращим детективом у світі». Втім, у перших епізодах між ними є певна напруга. Ліланд обурюється й навіть відчуває ревнощі, коли вищі за рангом посадовці радять йому звернутись до Монка: він усвідомлює, що поступається йому в здібностях. Поворотний момент для персонажа стався у другому сезоні: дружина Ліланда Карен зазнає серйозних травм і впадає в кому. Хоча вона одужує, Стоттлмайер усвідомлює, який біль відчуває Едріан після втрати найдорожчої людини, й починає ставитись до нього з більшим співчуттям.

#### Ренді Дішер

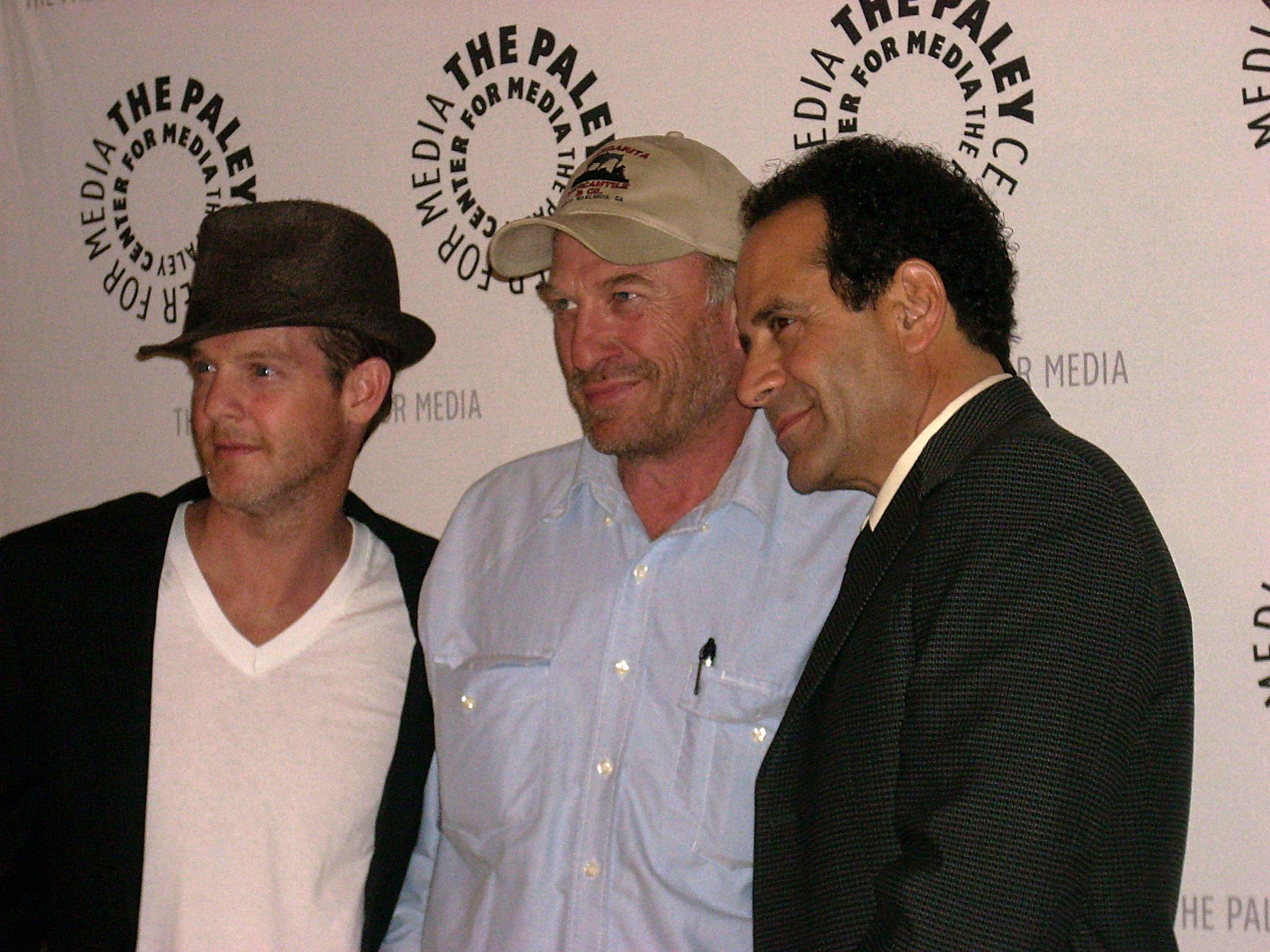
Джейсон Грей-Стенфорд, Тед Лівайн і Тоні Шалуб

Ренді Дішер (Джейсон Грей-Стенфорд) — лейтенант відділу вбивств Департаменту поліції Сан-Франциско, заступник капітана Стоттлмаєра. Відданий та наполегливий, але схильний до надуманих і комічних теорій. На початку серіалу скептично ставиться до Едріана Монка, називаючи його «дефективним детективом», але згодом цей цинізм перетворюється на щире захоплення.

### Другорядні персонажі
- Чарльз Крогер (Стенлі Камел[en]) — психіатр Едріана Монка (1—6 сезони). Разом з Едріаном обговорює його проблеми та прогрес у боротьбі з фобіями й ОКР. Використовує метод розмовної терапії. Іноді випадковими фразами під час бесід допомагає знайти ключ до розкриття злочину.
- Нівен Белл (Гектор Елізондо[en]) — психіатр Едріана Монка (7—8 сезони). Спочатку головний герой скептично налаштований щодо нового лікаря, але згодом тому вдається завоювати довіру Едріана.
- Труді Монк (Стелліна Русич — 1—2 сезони, Мелора Гардін[en] — 3—8 сезони, Лінді Ньютон — епізод у п'ятому сезоні) — дружина Едріана Монка. Загинула під час вибуху автомобіля, що є єдиною нерозкритою справою Едріана.
- Емброз Монк (Джон Туртурро) — рідний брат Едріана Монка. Страждає на агорафобію. За словами Едріана, не виходив із дому 32 роки. Пише інструкції до споживчих товарів кількома мовами, що вивчив самотужки. Звинувачує себе у смерті Труді й сім років уникав контактів з братом.
- Джек Монк (Ден Гедая) — батько Едріана та Емброза. Покинув сім'ю, коли сини були маленькими, пішовши за китайською їжею та не повернувшись. Згодом мав іншу родину. З'являється у п'ятому сезоні.
- Бенджі Флемінг (Кейн Рішот — пілотний епізод, 2—3 сезони, Макс Морроу — 1 сезон) — син Шарони Флемінг. Вчиться у шостому класі. Захоплюється інтелектом Монка, сприймає його як батька й отримує від нього підтримку. Втім, Едріан часто не знає, як правильно поводитися, тому що сам у дитинстві «ніколи не робив того, що роблять нормальні діти».
- Джулі Тігер (Еммі Кларк) — дочка Наталі Тігер. У третьому сезоні їй 11 років. Жвава й життєрадісна. Як і Бенджі Флемінг, вражена дедуктивними здібностями Едріана і згодом сприймає його як батька.
- Гарольд Креншоу (Тім Беглі[en]) — пацієнт доктора Крогера й пізніше доктора Белла. Страждає на ОКР, гостру параною та нарцисизм. Едріан і Гарольд часто сперечаються, здебільшого через те, хто з них більше подобається доктору Крогеру або хто досяг більшого прогресу в подоланні хвороби.

## Робота над серіалом

### Місце знімання
Хоча дія серіалу відбувається переважно в Сан-Франциско та його околицях, багато ключових моментів знято в інших місцях. Пілотний епізод — у Ванкувері, а перший сезон — у Торонто. Сезони 2—6 знімали на території Лос-Анджелесу, зокрема в павільйонах Ren-Mar Studios (2—5 сезони) та Paramount Studios (6-й сезон, включно з квартирою Едріана, поліцейською дільницею, кабінетом доктора Крогера та будинком Наталі).

### Музична тема
У серіалі є дві музичні теми. У першому сезоні це джазова інструментальна тема, що написав композитор Джефф Біл (Jeff Beal) і виконав гітарист Грант Гейссман (Grant Geissman). З другого сезону й далі вступною темою є пісня Ренді Ньюмана «It's a Jungle out There» («Навкруги джунглі»). Також в одній із серій, а саме «Mr. Monk and the Rapper» (Містер Монк і Репер), як вступну тему використано реп-версія пісні «It 's a Jungle out There» у виконанні Snoop Dogg.

### Отримані нагороди
Еммі:
- Найкращий актор комедійного серіалу — Тоні Шалуб (2003, 2005, 2006)
- Найкраща музична тема для вступних титрів — Джефф Біл (2003)
- Найкращий запрошений актор комедійного серіалу — Джон Туртурро (2004)
- Найкраща музична тема для вступних титрів — Ренді Ньюман (2004)
- Найкращий запрошений актор комедійного серіалу — Стенлі Туччі (2007)

Золотий глобус:
- Найкращий актор серіалу (комедія/мюзикл) — Тоні Шалуб (2003)

Премія Гільдії кіноакторів США:
- Найкращий актор комедійного серіалу — Тоні Шалуб (2004, 2005)

### Номінації
Еммі:
- Найкращий актор комедійного серіалу — Тоні Шалуб (2003—2008, 2010), 6 номінацій
- Найкращий режисер комедійного серіалу — Рендал Зіск за епізод «Містер Монк отримує свою терапію» (2005)
- Найкраща запрошена актриса комедійного серіалу — Лорі Меткалф (2006)
- Найкращий підбір акторів — Аня Коллофф (англ. Anya Colloff), Емі МакІнтір Брітт (англ. Amy McIntyre Britt), Мег Ліберман (англ. Meg Liberman), Камілл Петтон (англ. Camille H. Patton), Сенді Логан (англ. Sandi Logan), Лонні Хамерман (англ. Lonnie Hamerman) (2004)

Золотий глобус:
- Найкращий телесеріал (комедія/мюзикл) (2004)
- Найкращий актор комедійного серіалу — Тоні Шалуб (2003—2005, 2007), 4 номінації
- Найкраща актриса комедійного серіалу — Бітті Шрем (2004)

Премія Гільдії кіноакторів США:
- Найкращий актор комедійного серіалу — Тоні Шалуб (2003—2005, 2007—2008) 5 номінацій

## Цікаві факти
- Назва кожної серії починається зі слів «Містер Монк…». Розслідування вбивств — основна тема більшості епізодів, хоча іноді Монк розслідував інші злочини, наприклад, викрадення.
- На 33 хвилині 6 серії сьомого сезону є непряма згадка про Україну. На скриньці обвинуваченої у вбивстві жінки зображений герб України — тризуб.
- У квітні 2008 року актор Стенлі Камел, що виконував роль доктора Чарльза Крогера, помер від серцевого нападу. Сценаристи виключили Крогера з серіалу (згідно з сюжетом, він помер з тієї ж причини), а новим психіатром Монка став Нівен Белл (Гектор Елізондо).

## Мовлення в різних країнах світу
| Країна               | Альтернативна назва/Переклад                                 | Телеканал | Дата прем'єри                                                           |
| -------------------- | ------------------------------------------------------------ | --- | ----------------------------------------------------------------------- |
| Австралія            |                                                              | Ten HD (перший запуск) та TV1 (повтор)                                                                              |                                                                         |
| Австрія              |                                                              | ORF 1 |                                                                         |
| Боснія і Герцеговина |                                                              | FTV |                                                                         |
| Білорусь             | Монк                                                         | Перший канал (Білорусь), ЛАД                                                                                        |                                                                         |
| Бразилія             | Monk, um detetive diferente («Монк, інший детектив»)         | Rede Record |                                                                         |
| Болгарія             | Монк                                                         | bTV GTV Diema | 3 січня 2007 р. (bTV) 19 серпня 2008 р.(GTV) 22 вересня 2008 р. (Diema) |
| Канада               |                                                              | A-Channel, Citytv, TVA (французькою), Canal Mystère (французькою)                                                   |                                                                         |
| Колумбія             |                                                              | Record |                                                                         |
| Хорватія             |                                                              | HRT 2 |                                                                         |
| Кіпр                 | Ντετέκτιβ Μόνκ («Детектив Монк»)                             | CyBC | 8 жовтня 2006 р.                                                        |
| Чехія                | Můj přítel Monk («Мій друг Монк»)                            | TV NOVA |                                                                         |
| Данія                | Monk (Canal+) / Detektiv Monk (TV 2 Charlie/TV 2)            | Canal+ (перший запуск) , TV 2 Charlie (повтори) , TV 2 (перший запуск на національному телебаченні)                 |                                                                         |
| Естонія              |                                                              | TV 3 | 6 вересня 2003 р.                                                       |
| Фінляндія            |                                                              | YLE | 11 вересня 2004 р.                                                      |
| Франція              | Monk                                                         | TF1 | 22 березня 2003 р.                                                      |
| Німеччина            |                                                              | RTL | 29 червня 2004 р.                                                       |
| Греція               | Ντετέκτιβ Μονκ («Детектив Монк»)                             | Star Channel |                                                                         |
| Гонконг              | 神探 阿蒙 («Детектив Монк»)                                  | TVB (п'ять сезонів)                                                                                                 | 18 вересня 2003 р.                                                      |
| Угорщина             | Monk, a flúgos nyomozó («Монк, пришелепкуватий детектив»)    | Viasat3 |                                                                         |
| Ісландія             |                                                              | Stöð 2 |                                                                         |
| Індія                |                                                              | STAR World |                                                                         |
| Ірландія             |                                                              | RTÉ Показ завершився Шостим сезоном                                                                                 |                                                                         |
| Ізраїль              | מונק                                                         | Israel 10 Hallmark Star World                                                                                       |                                                                         |
| Італія               | Monk                                                         | Joy | 1 травня 2008 р.                                                        |
| Японія               | 名 探 偵 モ ン ク [Meitantei Monk] («Великий детектив Монк») | NHK BS-2 | 30 травня 2004 р.                                                       |
| Кенія                |                                                              | Kenya Television Network                                                                                            |                                                                         |
| Латвія               | Monks                                                        | TV6 Latvia TV3 TV3+                                                                                                 |                                                                         |
| Литва                | Detektyvas Monkas («Детектив Монк»)                          | Tango Tv | 6 вересня 2003 р.                                                       |
| Південна Корея       | 탐정 몽크 [Tam Jeong Monk] («Детектив Монк»)                 | KBS 2TV і FOX |                                                                         |
| Мексика              |                                                              | 4tv, The Hallmark Channel, Universal Channel                                                                        |                                                                         |
| Нідерланди           |                                                              | SBS6 | 6 грудня 2007 р.                                                        |
| Нова Зеландія        |                                                              | Channel 3 and SKY 1                                                                                                 |                                                                         |
| Норвегія             |                                                              | TV2 Zebra | 19 лютого 2008 р.                                                       |
| Філіппіни            |                                                              | Star World |                                                                         |
| Польща               | Detektyw Monk («Детектив Монк»)                              | TVN (теле-прем'єра), TVN Siedem (повтори) Canal+ (перший запуск), Canal+ Film (повтори) Universal Channel (повтори) | 11 квітня 2003 р.                                                       |
| Португалія           |                                                              | TVI і FX |                                                                         |
| Румунія              |                                                              | Pro Cinema |                                                                         |
| Північна Македонія   |                                                              | Kanal 5 |                                                                         |
| Росія                | «Дефективний детектив»                                       | Перший канал | 2006 р., лише Перший сезон                                              |
| Росія                | «Дефективний детектив»                                       | Universal (телеканал)                                                                                               |                                                                         |
| Росія                | «Детектив Монк»                                              | Зірка | телеканал Фокс Крайм                                                    |
| Сербія               |                                                              | RTS |                                                                         |
| Словаччина           | Monk                                                         | Markíza |                                                                         |
| Словенія             |                                                              | POP TV | 8 вересня 2004 р.                                                       |
| ПАР                  |                                                              | SABC 2 |                                                                         |
| Іспанія              |                                                              | Calle 13 кабельне/супутникове Canal 9 ETB2 8tv TVG TV Canaria Telemadrid                                            |                                                                         |
| Швеція               |                                                              | Canal+ Film 1 (перший запуск) та Kanal 9 (повтори)                                                                  | 8 квітня 2003 р.                                                        |
| Швейцарія            |                                                              | SF 2, 3+, TSI 1, TSR 1                                                                                              |                                                                         |
| Тайвань              | Monk 神經 妙 探                                              | Videoland — W Movie Channel                                                                                         | 14 липня 2004 р.                                                        |
| Таїланд              |                                                              | Star World |                                                                         |
| Туреччина            |                                                              | Dizimax, TNT Turkey                                                                                                 |                                                                         |
| Велика Британія      |                                                              | BBC Hallmark Channel                                                                                                |                                                                         |
| США                  |                                                              | USA Network (первісний показ) та Universal HD (у співдружності) також NBC (у співдружності)                         | 12 липня 2002 р.                                                        |
| Україна              | Монк                                                         | К1 |                                                                         |